# Llac Ness (pel·lícula)
Llac Ness (títol original: Loch Ness) és una pel·lícula britànico- estatunidenca dirigida per John Henderson, estrenada l'any 1996. Ha estat doblada al català. Està inspirada en la llegenda del Monstre del Llac Ness.

## Argument
Llac Ness, Escòcia. El metge Abernathy (Philip O'Brien) és testimoni d'un esdeveniment extraordinari en el llac, rellisca i es trenca la nuca sobre el marge.
Los Angeles. Sota els ordres de Mercer, (Harris Yulin) el professor Jonathan Dempsey (Ted Danson) ha portat a reemplaçar el seu col·lega mort. Però el científic és reticent a continuar els treballs d'Abernathy, que investigava el monstre del Llac Ness. Dempsey en efecte ha arruïnat la seva carrera de zoologista el passat després d'haver vanament acorralat el Peus grans. Tenint necessitat de diners per pagar una pensió alimentària a la seva ex-dona, Caroline, Dempsey accepta finalment la missió.
És acollit a Escòcia per Adrian Foote (James Frain), antic ajudant de Abernathy i apassionat per la llegenda del monstre. Al Llac Ness, Dempsey s'allotja en un alberg situat a un poble costaner i fa amistat amb la propietària, Laura McFetridge (Joely Richardson), i la seva filla Isabel (Kirsty Graham). L'americà, amargat pel seu divorci i les bromes dels seus companys, declara aviat que la criatura no és més que una atracció per turistes. Criticant igualment el país i els seus costums, s'atreu les ires dels habitants del racó, com el guarda pesca del llac (Ian Holm) que saboteja les seves investigacions. El fet que Dempsey hagi igualment simpatitzat amb Laura i la seva filla posa en retalla Andy McLean (Nick Brimble), un pescador gelós.
Després de setmanes d'investigacions, Dempsey compte bé provar als habitants del Llac Ness que aquest últim no guarda més que peixos. Després d'haver sondat el llac amb aparells precisos per última vegada, el professor és formal: no hi ha monstre.

## Repartiment
- Ted Danson: doctor Jonathan Dempsey
- Joely Richardson: Laura McFetridge
- Ian Holm: Guarda-pesca
- Harris Yulin: Metge Mercer
- James Frain: Adrian Foote
- Keith Allen: Gordon Shoals
- Nick Brimble: Andy Maclean
- Kirsty Graham: Isabel
- Harry Jones: Wee Wullie
- Philip O'Brien: dr. Abernathy
- Joseph Greig: Guideon
- John Dair: Macleish
- Deborah Weston: dr. Hunter
- Wolf Kahler: dr. Muller
- Julian Curry: Home anglès
- Roger Sloman: Home noruec
- John Stahl i Graham McGregor: Pescadors
- Johnny Irving: Tommy
- Pamela Kelly: Mary McFarlane
- Janette Foggo: Rhoda Tait
- John Savident: Metge Binns
- Richard Vernon: Professor gran

## Al voltant de la pel·lícula
- Llac Ness està inspirada pel mite del mateix nom: un hipotètic animal (o grup d'animals) que se suposa viu en aquest llac d'aigua dolça de 300 metres.de profunditat. Anomenat Nessie, la criatura és sovint descrita com semblant a un plesiosaure. Fotos i films han estat preses des dels anys 1930, però la seva autenticitat és difícil de provar. La llegenda és antiga i remuntaria al segle xvi.
- Les ruïnes on Isabel porta Dempsey no són pas les del Castell d'Urquhart sinó el d'Eilean Donan.
- El poble utilitzat per les necessitats del film se situa a Lower Diabaig, a la costa de les Northwest Highlands.
- Els efectes especials de les criatures han estat creats per l'equip del Jim Henson's Creature Shop que utilitza animatròniques i animacions per ordinador.
- John Fusco ha escrit el guió amb 23 anys. El guió és un homenatge a la seva àvia escocesa, Isabel Moffat. Al film la jove porta el nom d'Isabel i resideix a Moffat Arms Inn.[3]
- Per les necessitats del film, les escenes finals han estat rodades a la magnífica vall de Kinlochewe, vall que porta al Llac Maree. L'últim llac que podem observar és en realitat el Llac Clara, pròxim també de Kinlochewe. La semblança dels llacs a Escòcia ha permès aquestes "jocs de mans", que no hauran escapat als coneixedors experimentats dels Highlands.[4]
- Crítica: "La pel·lícula va guanyant en intensitat en un in crescendo ben mesurat fins a l'inesperat final"[5]